# يو إف سي 119
يو إف سي 119: مير ضد كرو كوب (بالإنجليزية: UFC 119: Mir vs. Cro Cop)‏ هو حدث لفنون القتال المختلطة نظمته يو إف سي، أُقيم في 25 سبتمبر 2010، على كونسيكو فيلدهاوس في إنديانابوليس، إنديانا، الولايات المتحدة.